# Hans Münch (medico)
Hans Wilhelm Münch (Friburgo in Brisgovia, 14 maggio 1911 – 6 dicembre 2001) è stato un medico tedesco, membro del partito nazista, durante la seconda guerra mondiale esercitò nel campo di concentramento di Auschwitz dal 1943 al 1945. Fu assolto dall'imputazione di crimini di guerra al processo di Norimberga, uno dei pochi membri delle SS ad essere scagionato dalle accuse.
Fu soprannominato L'uomo buono di Auschwitz per il suo rifiuto di assistere come testimone agli omicidi di massa nel campo. Usò diversi stratagemmi per mantenere in vita i detenuti: per questo motivo fu l'unico assolto dall'accusa di crimini di guerra nel processo di Auschwitz del 1947 a Cracovia, al quale molti detenuti testimoniarono in suo favore. Dopo la guerra tornò in Germania per esercitare come medico a Roßhaupten. In età avanzata rilasciò diverse dichiarazioni che sembrarono sostenere l'ideologia nazista, per cui venne accusato e processato per incitamento all'odio razziale ed accuse simili. Münch non fu mai condannato, tutti i tribunali stabilirono che non era sano di mente a causa del morbo di Alzheimer di cui in tarda età soffriva. Morì nel 2001.

## Biografia
Dopo essersi diplomato al ginnasio, studiò medicina, sia presso l'Università di Tubinga, che all'Università di Monaco. Fu attivo nella sezione politica del Reichsstudentenführung (la "direzione degli studenti universitari del Reich"). Nel 1934 si unì alla NSDStB - Nationalsozialistischer Deutscher Studentenbund ("Lega nazionalsocialista tedesca degli studenti"), e alla NSKK - Nationalsozialistisches Kraftfahrerkorps. Nel maggio 1937 entrò a far parte del Partito Nazionalsocialista Tedesco dei Lavoratori. Conseguì la laurea in medicina sposandosi poi nel 1939.
Quando scoppiò la Seconda guerra mondiale, sostituì i medici nella campagna bavarese poiché erano stati tutti arruolati nell'esercito. Il tentativo di Münch di arruolarsi nella Wehrmacht fu respinto, dato che il suo lavoro di medico fu considerato più importante.

### Medico ad Auschwitz
Nel giugno 1943 fu reclutato come scienziato dalle Waffen-SS e inviato a Raisko presso l'Istituto di igiene delle Waffen-SS, a circa 4 km dal campo di Auschwitz, dove lavorò a fianco di Josef Mengele. Münch continuò le ricerche batteriologiche per le quali era noto già prima della guerra, oltre ad effettuare delle ispezioni occasionali sia dei campi che dei prigionieri.
Insieme ad altri medici avrebbe dovuto partecipare alle "selezioni" nel campo di Auschwitz-Birkenau, per decidere chi tra gli uomini, le donne e i bambini ebrei in arrivo avrebbe potuto lavorare, chi sarebbe stato scelto per gli esperimenti e chi sarebbe stato destinato direttamente alle camere a gas. Trovando questa pratica ripugnante si rifiutò di partecipare: tale atto venne confermato dalle testimonianze raccolte durante il suo processo. Robert Jay Lifton cita Münch come l'unico medico il cui impegno espresso nel giuramento di Ippocrate si dimostrò più forte di quello delle SS.
Sebbene Münch conducesse esperimenti sulle persone, questi esperimenti furono spesso elaborate finzioni volte a proteggere i detenuti, infatti i soggetti degli esperimenti che non fossero stati più utili vennero solitamente uccisi. Secondo la testimonianza del detenuto Dr. Louis Michels, l'ultimo atto di Münch prima dell'abbandono del campo fu di fornirgli un revolver per aiutarlo a fuggire. Dopo l'evacuazione di Auschwitz nel 1945, Münch trascorse tre mesi nel campo di concentramento di Dachau.
Sono stati espressi dubbi sulla veridicità di tale versione, giacché un altro ex detenuto, un certo Imre Gönczy alias "Emmerich", dipinse un quadro molto diverso: a quanto pare, Münch non solo avrebbe partecipato alle selezioni, ma avrebbe usato anche i tessuti dei cadaveri per preparare un brodo di coltura poi adoperato come mezzo per lo sviluppo dei suoi studi sui microbi. Imre Gönczy soffrì a lungo per gli esperimenti subiti.
Münch fu ripreso in un incontro, poco prima della propria morte, da un giornalista del quotidiano tedesco Die Welt: durante l'intervista, dichiarò che potendo tornare indietro nel tempo e potendo scegliere di andare di nuovo ad Auschwitz, avrebbe sicuramente ripetuto la scelta, perché la vide come un'enorme opportunità.

### Il processo in Polonia
Nel 1945, Münch fu arrestato e detenuto in un campo di internamento statunitense dopo essere stato identificato come un medico di Auschwitz. Fu estradato in Polonia nel 1946, per essere poi processato a Cracovia.
Fu accusato di aver iniettato nei detenuti del sangue infetto dalla malaria ed un siero che causava i reumatismi, anche se molti ex prigionieri testimoniarono a sostegno di Münch. Il tribunale lo assolse il 22 dicembre 1947, «non solo perché non aveva commesso alcun reato a danno dei prigionieri del campo, ma perché aveva avuto nei loro confronti un atteggiamento benevolo, li aveva aiutati, mentre doveva assumersi la responsabilità degli atti, indipendentemente da nazionalità, origine razziale e religiosa e convinzione politica dei prigionieri». L'assoluzione del tribunale si è basata, tra l'altro, sul suo rigoroso rifiuto di partecipare alle selezioni.
Dei 40 membri del personale di Auschwitz processati a Cracovia al processo di Auschwitz, solo Münch fu assolto. Era noto come l'uomo buono di Auschwitz, appellativo datogli per aver salvato i prigionieri dalla morte nelle camere a gas.

### Dopoguerra
Nel dopoguerra rilevò uno studio medico nelle campagne di Roßhaupten in Baviera. Nel 1964 testimoniò nel processo di Auschwitz, mentre nei successivi processi fu interpellato per il suo parere di esperto. Nella Germania occidentale, Münch prese parte a incontri e cerimonie di commemorazione. Fu inoltre apprezzato per aver salvato molti prigionieri di Auschwitz a rischio della propria vita.
Nel 1995, nel 50º anniversario della liberazione di Auschwitz, tornò nel campo di concentramento invitato da Eva Mozes Kor, una sopravvissuta agli esperimenti sui gemelli di Josef Mengele. Münch e Kor rilasciarono alcune dichiarazioni su ciò che accadde all'interno del campo, sottolineando che avvenimenti simili non avrebbero mai più dovuto accadere. Münch rilasciò dichiarazioni anche a proposito della negazione dell'Olocausto. Durante un'intervista Münch, interrogato sull'affermazione negazionista che Auschwitz fosse una bufala, rispose:
(Münch intervistato dal regista tedesco Bernhard Frankfurter.)
Durante i suoi ultimi anni, Münch visse nella regione dell'Algovia, vicino al lago Forggen. Morì a 90 anni nel 2001.

## Controversie
Nel 1998, Münch rilasciò diverse dichiarazioni controverse che portarono ad azioni di denuncia contro di lui. Sempre nello stesso anno, il giornalista Bruno Schirra pubblicò un'intervista a Münch su Der Spiegel, tenuta un anno prima. Schirra e Münch vi commentarono il film Schindler's List durante un'intervista condotta subito dopo la visione.
(Da un'intervista di Bruno Schirra)
Pochi giorni dopo, Dirk Münch, figlio di Hans, esternò pubblicamente che l'intervista poteva dar luogo ad errate interpretazioni: spiegò che suo padre soffriva di scarsa concentrazione già da due anni e criticò il fatto che Schindler's List fosse stato proiettato subito prima dell'intervista, dicendo che la visione del film sarebbe stata molto estenuante da sostenere a causa della durata di tre ore e dell'età avanzata di suo padre. Un regista tedesco che realizzò un documentario su Münch affermò di vedere in lui una persona in preda al non compos mentis. In seguito, a Munch fu diagnosticata la malattia di Alzheimer.

### Procedimento penale (1998)
Il ministero della Giustizia bavarese avviò un procedimento penale come reazione all'intervista. Il Zentrale Stelle der Landesjustizverwaltungen zur Aufklärung nationalsozialistischer Verbrechen (l'Ufficio centrale delle amministrazioni statali di giustizia per le indagini sui crimini nazionalsocialisti) aprì il procedimento preliminare. Le autorità esaminarono i file della Stasi, la polizia segreta della Germania dell'Est, e chiesero alla testata Der Spiegel di consegnare le registrazioni relative a Münch al fine di determinare entro quali limiti il pubblico ministero avrebbe dovuto agire. Le ipotesi di possibile partecipazione ai crimini nazionalsocialisti si basarono su tre indicazioni:
- partecipazione alla selezione per il campo;[18]
- partecipazione alle selezioni direttamente all'interno del campo di concentramento;[19]
- partecipazione agli esperimenti con materiale umano che hanno portato alla morte delle persone sottoposte ai test.[20]

Il procedimento penale contro Münch fu archiviato nel gennaio 2000 a causa della sua "demenza progressiva". Un anno dopo morì.

### Partecipazione a film documentari (1999)
Münch apparve nel film documentario Die letzten Tage, (Gli ultimi giorni) uscito nel 1999 negli Stati Uniti, con il titolo The Last Days, e in Germania nel marzo 2000. Come testimone contemporaneo, incontrò e parlò con la sopravvissuta al campo Renée Firestone, la cui sorella fu uccisa ad Auschwitz durante gli esperimenti umani. Una recensione del film sottolineò che la versione americana del film non fornì indicazioni chiare sul fatto che Münch soffrisse della malattia di Alzheimer in quel momento, ma che queste informazioni fossero date solo nei titoli di coda del film e solo in lingua francese.

### Procedimenti e condanne in Francia (2000-2001)
Nel 1998, Münch fece dichiarazioni sprezzanti su Rom e Sinti nel programma radiofonico francese France-Inter, dove disse che i Rom erano così "patetici" che le camere a gas sarebbero state l'unica soluzione per loro. Münch venne accusato di "incitamento all'odio razziale" e prese parte all'udienza in tribunale: una perizia medica lo certificò "disturbato psicologicamente". L'assoluzione si basò su questa perizia. Il 7 maggio 2001, L'Agenzia France-Presse (AFP) riferì che la corte d'appello di Parigi annullò l'assoluzione del giugno 2000.
Nel maggio 2001, Münch venne condannato a Parigi per "incitamento all'odio razziale" e "ridimensionamento dei crimini contro l'umanità". Il pubblico ministero non ne richiese l'incarcerazione, ma il suo rilascio su licenza. Münch fu dichiarato colpevole ma, a causa della sua anzianità e della sua salute mentale, la corte d'appello di Parigi decise che l'89enne Münch non dovesse scontare la pena; come nei procedimenti precedenti, Münch non partecipò alle udienze.
Nel settembre 2001, la Radio francese ritrasmise l'intervista del 1998 a Münch. Le associazioni Avvocati senza frontiere, la Lega internazionale contro il razzismo e l'antisemitismo e l'Unione degli studenti ebrei in Francia presentarono diverse denunce. Nel 2002, tutti gli imputati responsabili dell'ente radiotelevisivo di diritto pubblico Radio France vennero assolti dall'accusa di assistenza nell'incitamento all'odio razziale. La motivazione della decisione del tribunale era che tutti i radioascoltatori avrebbero capito che le dichiarazioni di Münch su Sinti e Rom e sui campi di sterminio erano tratte dalla propaganda nazista.

## Eredità

### Fondazione Memoria, responsabilità e futuro
La Stiftung Erinnerung, Verantwortung und Zukunft (Memoria, responsabilità e fondazione futura) inserì Münch nei suoi elenchi come partecipante ad esperimenti sulla malaria sui detenuti di Auschwitz, anche se non fu citato per gli stessi esperimenti svolti nel campo di concentramento di Dachau che ebbero luogo fino al 5 aprile 1945 sotto la direzione del medico Claus Schilling.

### Istituto Fritz Bauer
Nel 2002 e nel 2003, il Fritz Bauer-Institut di Francoforte si concentrò sull'analisi del primo processo di Auschwitz e sui suoi effetti sui livelli socio-politico-giuridico-storici nella Repubblica Federale Tedesca. Ci fu un esplicito invito a partecipare alla serie di incontri pubblici ed ai momenti di discussione sulle biografie degli autori e delle vittime del regime nazista. Il 4 novembre 2002, il Prof. Dr. Helgard tenne la conferenza SS-Ärzte ad Auschwitz und im Ersten Frankfurter Auschwitz-Prozess (Medici delle SS ad Auschwitz e nel primo processo di Auschwitz-Francoforte).
(Fritz Bauer Institut)

### Esame delle prove precedenti
Nell'ambito della ricerca sull'Olocausto, Helgard Kramer riportò dei dettagli su uno studio del 2005: Hans Münch venne ascoltato nel processo di Auschwitz e persino chiamato come esperto il 2 e 5 marzo 1964. Fino al 2000, il pubblico ministero di Francoforte fu a conoscenza solo della sentenza del procedimento di Cracovia, ma non dei protocolli e delle udienze dei testimoni. Münch dichiarò di essere stato costretto a entrare nelle Waffen-SS e di essere giunto a Birkenau alla fine del 1944. Durante la discussione della seconda udienza si era corretto affermando di essere già arrivato nel 1943.
I documenti dell'udienza testimoniale fornirono la risposta di Münch alle precise domande del pubblico ministero durante l'udienza principale del 1947:
Münch fu interrogato in relazione agli esperimenti medici da lui effettuati nel Blocco 10. L'interrogatorio fu interrotto, quando chiese di essere interrogato da un collega esperto. Il professor Jan Sehn preparò il processo di Cracovia del 1947 come giudice istruttore, per cui interrogò Münch riguardo alle cure mediche di un altro detenuto. Inviò l'intero archivio dell'Istituto di igiene delle Waffen-SS a Raisko nella sua cella per la "preparazione". Tali documenti furono conservati dal giornalista di Cracovia Mieczysław Kieta, che in seguito si impegnò con i maggiori sforzi per l'assoluzione di Münch. Kieta lavorò all'interno del raggio di comando dell'SS-Hygienics Institute come assistente di laboratorio sotto la supervisione di Münch.
Diversi detenuti dei campi di concentramento certificarono l'equità di Münch. Tre di loro furono spesso citati: il professore di scienze mediche ungherese Geza Mansfeld fu considerato il più importante tra loro. Elogiò Münch, poiché impedì la selezione per le camere a gas e poiché gli aveva somministrato dei farmaci in virtù dell'ulcera allo stomaco di Mansfeld. In cambio Münch ne ottenne una formazione in Sierologia, Batteriologia e Chimica. Mansfeld fu una delle "competenze" di fama internazionale in questi campi e avrebbe dovuto fornire gratuitamente le sue conoscenze all'Istituto di igiene.